# Trechnites versicolor
Trechnites versicolor är en stekelart som beskrevs av Prinsloo 1981. Trechnites versicolor ingår i släktet Trechnites och familjen sköldlussteklar. Inga underarter finns listade i Catalogue of Life.